# 内閣府審議官
内閣府審議官（ないかくふしんぎかん）は、国家公務員の役職の一つである。
内閣府の官僚においては内閣府事務次官に次いでナンバー2のポストであり、いわゆる次官級審議官職の一つ。現在の定員は2人。現職者は、松田浩樹、林幸宏。

## 職務
内閣府審議官は、命を受け、内閣府（宮内庁、公正取引委員会、国家公安委員会等、個人情報保護委員会、金融庁及び消費者庁を除く）の所掌事務に係る重要な政策に関する事務を総括整理する（内閣府設置法第16条第2項）。